# Galluner Müllerhaus
Das Galluner Müllerhaus ist ein Wohnplatz der Stadt Mittenwalde im Landkreis Dahme-Spreewald im Land Brandenburg.

## Geografische Lage
Der Wohnplatz liegt rund zwei Kilometer südöstlich des Stadtzentrums und dort unmittelbar an der Bundesstraße 246, die von Nordosten kommend in südöstlicher Richtung führt. Nördlich liegt der Stadtteil Mittenwalde Ost, nordöstlich der Wohnplatz Abzweigung, östlich die Bundesautobahn 13. Im Süden liegt mit Gallun ein weiterer Ortsteil der Stadt. Im Westen fließt der Galluner Kanal vorbei, der den Motzener See mit in Mittenwalde mit der Notte verbindet.

## Geschichte
Im Schmettauschen Kartenwerk ist auf der Gemarkung noch keine Wohnbebauung verzeichnet. Allerdings steht nördlich des späteren Wohnplatzes auf dem Galgenberg eine Windmühle. Laut den Recherchen von Lieselott Enders lebten im Jahr 1895 im Wohnplatz 14 Personen. Dieser wurde im Jahr 1950 als Müllerhaus bezeichnet.